# Ronald Haeberle

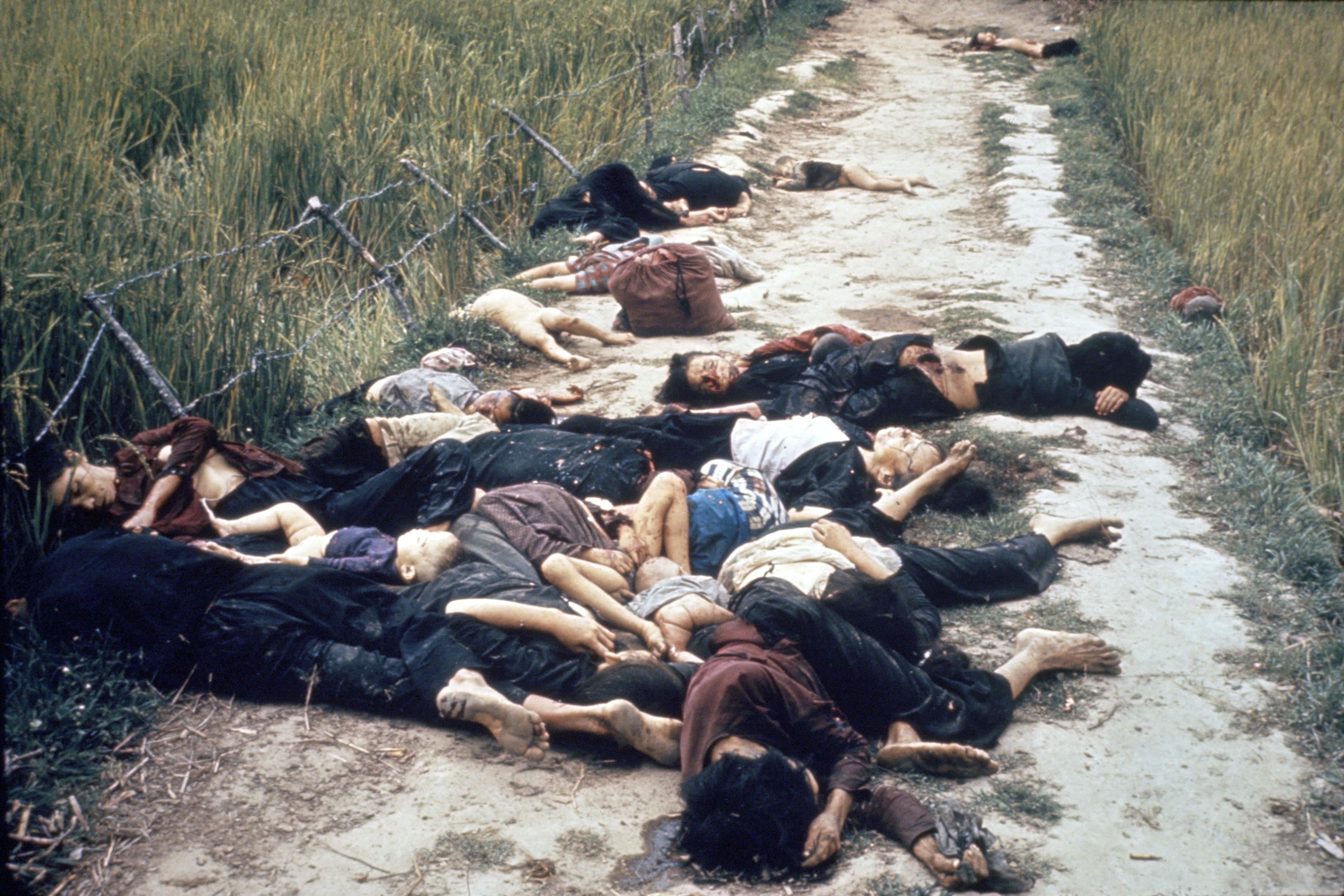
Foto von Opfern des Massakers von Mỹ Lai (Ronald Haeberle, 16. März 1968)

Ronald L. Haeberle (* 1941) ist ein ehemaliger US-amerikanischer Armeefotograf der United States Army. Er nahm im Vietnamkrieg am 16. März 1968 als offizieller Armeereporter an einem Einsatz im südvietnamesischen Dorf Sơn Mỹ (genannt Mỹ Lai) teil, der als Massaker von Mỹ Lai in die Geschichte einging. Haeberle hatte den Auftrag, den Body Count vermeintlicher Vietcong-Rebellen zu dokumentieren.
Am 5. Dezember 1969 erschien zunächst im amerikanischen Life-Magazin ein Artikel mit Fotos über das Massaker. Haeberle hatte dem Magazin im Vorfeld für 50.000 US-Dollar Fotos des Einsatzes verkauft. Die Fotos führten zu einer Wende in der öffentlichen Meinung zum Vietnamkrieg und zu einer gerichtlichen Auseinandersetzung um das Kriegsverbrechen.
Haeberle kehrte 2000 und 2011 als Tourist nach Vietnam zurück. Er lebt heute nahe Cleveland im US-Bundesstaat Ohio.